# Futebol Feminino do Sporting Clube de Braga
O Sporting Clube de Braga é um clube desportivo da cidade de Braga, Portugal, onde se praticam diversas modalidades. O presente artigo é sobre a sua equipa de futebol feminino, que joga no Campeonato Nacional de Futebol Feminino, o principal escalão da modalidade em Portugal. 

## Jogadoras

### Plantel
Nota: Bandeiras indicam equipe nacional, conforme definido pelas regras de elegibilidade da FIFA. Os jogadores podem ter mais de uma nacionalidade não-FIFA.
| N.º |                | Posição | Jogadora         |
| --- | -------------- | ------- | ---------------- |
| 28  | Portugal       | G       | Patrícia Morais  |
| 22  | Portugal       | G       | Luísa Pinheiro   |
| 33  | Portugal       | G       | Babi Marques     |
| 3   | Estados Unidos | D       | Paige Almendariz |
| 4   | Países Baixos  | D       | Anouk Dekker     |
| 6   | Portugal       | D       | Sofia Silva      |
| 12  | Estados Unidos | D       | Machaela George  |
| 16  | Portugal       | D       | Catarina Pereira |
| 17  | Portugal       | D       | Diana Gomes      |
| 26  | Portugal       | D       | Ana Nogueira     |
| 48  | Portugal       | D       | Eduarda Silva    |
| 7   | Portugal       | M       | Vanessa Marques  |
| 9   | Portugal       | M       | Andreia Norton   |

| N.º |               | Posição | Jogadora            |
| --- | ------------- | ------- | ------------------- |
| 14  | Portugal      | M       | Dolores Silva       |
| 20  | Portugal      | M       | Inês Maia           |
| 21  | Espanha       | M       | Laura Casanovas     |
| 23  | Portugal      | M       | Ana Rute            |
| 34  | Portugal      | M       | Ana Pinto           |
| 51  | Cabo Verde    | M       | Evy Pereira         |
| 8   | Portugal      | A       | Laura Luís          |
| 10  | Brasil        | A       | Vitória Almeida     |
| 11  | México        | A       | Myra Delgadillo     |
| 18  | Portugal      | A       | Carolina Mendes     |
| 24  | África do Sul | A       | Jermaine Seoposenwe |
| 99  | Portugal      | A       | Maria Leonor        |

 Atualizado em 21 de fevereiro de 2022

## Registo internacional
- Liga dos Campeões de Futebol Feminino da UEFA:

2019/20 (1/16 de final)

## Palmarés

### Nacional
- Campeonato Nacional: 1

2018/19 
- Taça de Portugal: 1

2019/20 
- Taça da Liga: 1

2021/22
- Supertaça de Portugal: 1

2018